# 幸袋線
幸袋線（こうぶくろせん）は、かつて福岡県鞍手郡小竹町の小竹駅と飯塚市の二瀬駅の間を結んでいた、日本国有鉄道（国鉄）の鉄道路線。赤字83線に指定され、1969年（昭和44年）12月8日に廃止された。

## 路線データ（最終時）
- 路線距離（営業キロ）：
  - 小竹 - 二瀬 7.6 km
  - 幸袋 - 伊岐須 2.5 km（貨物支線）
- 軌間：1067 mm
- 駅数：5駅（起点駅含む。他に貨物駅1。信号場1）
- 複線区間：なし（全線単線）
- 電化区間：なし（全線非電化）
- 閉塞方式：スタフ閉塞式（全線1閉塞）

## 運行形態
廃線まで全線非電化路線であり、1957年（昭和32年）2月1日のダイヤ訂補で、時刻表には全ての旅客列車が気動車による運行と表記されている。
担当機関区は直方機関区。
1967年（昭和42年）10月1日改正のダイヤ以前までは直方からの上り直通列車が、1968年（昭和43年）10月1日改正のダイヤ以前までは若松からの上り直通列車が筑豊本線から漆生線漆生行きの列車に併結運転でそれぞれ一日に一本運行されていた。
下記は1968年10月1日ダイヤ改正時、旅客列車の時刻表。
| 521D | 523D  | 525D  | 527D  |   | 列車番号 |   | 522D | 524D | 526D  | 528D  |
| 7:24 | 16:37 | 17:40 | 19:16 | ↓ | 小竹     | ↑ | 6:27 | 8:04 | 17:27 | 18:26 |
| 7:29 | 16:37 | 17:45 | 19:21 | ↓ | 目尾     | ↑ | 6:23 | 8:00 | 17:23 | 18:21 |
| 7:34 | 16:37 | 17:51 | 19:27 | ↓ | 幸袋     | ↑ | 6:18 | 7:55 | 17:18 | 18:16 |
| 7:39 | 16:37 | 17:57 | 19:32 | ↓ | 新二瀬   | ↑ | 6:13 | 7:50 | 17:13 | 18:11 |
| 7:42 | 16:37 | 18:00 | 19:35 | ↓ | 二瀬     | ↑ | 6:10 | 7:47 | 17:10 | 18:07 |

## 歴史

### 廃止までの経緯
幸袋線は周辺の炭鉱の閉山が相次ぎ、さらにほとんどの駅が飯塚市にありながら、路線が飯塚市中心部ではなく小竹・直方方面へ延びていたため、地域住民の流動の主要ルートからも外れていた。1967年度（昭和42年度）の時点では、毎日110トン（貨車7両分）の貨物輸送と143人の通勤通学客の利用があったとはいえ、収支係数は740、つまり100円の収入を得るのに740円かかるという大幅な赤字路線であった。このため1968年（昭和43年）9月4日に国鉄諮問委員会から提出された意見書において、いわゆる赤字83線の一つに指定され、廃止・バス転換を進めることとなった。
地元の飯塚市でも廃止の方向が強まった。終点の二瀬駅から嘉穂郡穂波町（現・飯塚市）の日鉄鉱業二瀬炭鉱まで貨物線が延び、線路が飯塚市をほぼ分断しており、市の発展を妨げているとされたためである。そこで国鉄門司鉄道管理局と飯塚市役所の担当者が、貨物輸送に利用している会社や通勤通学者の家を1軒1軒訪問し、廃止の同意を取り付けた。沿線の二瀬・幸袋地区でも「廃止のうえ道路を整備してほしい」との声があがり、反対運動は起こらなかったようである。その後1969年（昭和44年）3月18日に飯塚市議会が幸袋線廃止の意見書を採択、同年12月7日のさよなら列車の運行をもって幸袋線は廃止された。赤字83線の中で実際に廃止された最初の路線となり、一連の動きはその他の路線廃止の取り組みのモデルともなった。

### 年表
- 1894年（明治27年）12月28日 - 筑豊鉄道が小竹 - 幸袋間および幸袋 - 幸袋炭坑間の貨物支線を開業、幸袋・（貨）幸袋炭坑の各駅を開業[1]。
- 1897年（明治30年）10月1日 -  筑豊鉄道が九州鉄道に合併[2]。
- 1899年（明治32年）12月26日 -  幸袋 - 潤野間・伊岐須分岐点 - 伊岐須間の貨物支線を開業、（貨）潤野・（貨）伊岐須の各駅を開業。
- 1901年（明治34年）3月31日 -  幸袋 - 幸袋炭坑間の貨物支線を廃止、（貨）幸袋炭坑駅を廃止。
- 1903年（明治36年）11月28日 - 目尾分岐点 - 目尾間の貨物支線を開業、（貨）目尾駅を新設。
- 1907年（明治40年）7月1日 -  鉄道国有法により九州鉄道を買収、官設鉄道となる[2]。
- 1908年（明治41年）3月28日 -  幸袋 - 潤野間の貨物支線を延伸開業、（貨）潤野駅を新設。
- 1909年（明治42年） 
  - 1月1日 - 高雄分岐点 - 高雄間・潤野 - 枝国間の各貨物支線を開業、庄司・高雄・枝国の各貨物駅を開業[3][4]。
  - 10月12日 -  国有鉄道線路名称制定により小竹 - 幸袋間・貨物支線（目尾分岐点 - 目尾間、高雄分岐点 - 高雄間、潤野 - 枝国間）を幸袋線とする。
- 1912年（明治45年）7月21日 -  蒸気動車運行開始（小竹-二瀬間）[5]
- 1913年（大正2年）11月25日 -  （貨）潤野駅を二瀬駅に改称、伊岐須分岐点を川津聯絡所に改め、幸袋 - 二瀬間で旅客営業を開始。蒸気動車運転開始（幸袋-二瀬間）[6]
- 1920年（大正9年）4月11日 -  目尾分岐点 - 目尾間の貨物支線を廃止し目尾駅構内に併合、目尾駅を本線上に移設し旅客営業開始。
- 1922年（大正11年）4月1日 -  川津聯絡所を信号場に改める。
- 1930年（昭和5年）4月1日 -  高雄分岐点 - 高雄間、川津信号場 - 伊岐須間の貨物支線の起点を幸袋駅に変更し、区間をそれぞれ幸袋 - 高雄間、幸袋 - 伊岐須間（幸袋 - 川津信号場1.6 kmは本線と重複）とする[3]。
- 1945年（昭和20年）6月10日 -  幸袋 - 高雄間の貨物支線を幸袋駅構内に併合、庄司・高雄の各貨物駅を廃止し幸袋駅構内扱いとする[7]。
- 1957年（昭和32年）2月1日 - レールバスを導入[8]。
- 1959年（昭和34年）12月1日 -  新二瀬駅を新設[9]。
- 1962年（昭和37年） -  川津信号場を廃止[7]。
- 1965年（昭和40年） 10月1日 -  二瀬 - 枝国間の貨物支線を廃止、（貨）枝国駅を廃止[10]。
- 1968年（昭和43年）8月 -  赤字83線に選定。
- 1969年（昭和44年）12月8日 -  小竹 - 二瀬間の全線と貨物支線（幸袋 - 伊岐須間）を廃止[11]。

## 駅一覧
全駅福岡県に所在。接続路線の事業者名、所在地は幸袋線廃止時点のもの。
| 駅名           | 駅間キロ | 営業キロ | 接続路線               | 所在地       |
| -------------- | -------- | -------- | ---------------------- | ------------ |
| 小竹駅         | -        | 0.0      | 日本国有鉄道：筑豊本線 | 鞍手郡小竹町 |
| 目尾駅         | 2.2      | 2.2      |                        | 飯塚市       |
| 幸袋駅         | 2.7      | 4.9      |                        | 飯塚市       |
| （川津信号場） | -        | 6.5      |                        | 飯塚市       |
| 新二瀬駅       | 2.0      | 6.9      |                        | 飯塚市       |
| 二瀬駅         | 0.7      | 7.6      |                        | 飯塚市       |

貨物支線
カッコ内は各支線の起点駅からのキロ数
- 幸袋駅 - 高雄分岐点(0.3) - 庄司駅(0.5) - 高雄駅(1.0)
- 幸袋駅 - 幸袋炭坑駅(0M38C)
- 幸袋駅 - 川津信号場(1.6) - （貨）伊岐須駅（いきす）(2.5)
- 二瀬駅 - 枝国駅(0.6)

## 輸送実績
| 年度 | 乗車人員（人） | 発送貨物 石炭（トン） |
| ---- | -------------- | --------------------- |
| 1952 | 167,659        | 985,793               |
| 1955 | 119,449        | 987,820               |
| 1960 | 224千          | 968,265               |
| 1963 | 124千          | 524,736               |

- 福岡県統計年鑑各年度版

## 廃線跡の現状
小竹駅から約2kmほどの区間は筑豊本線と並行していたが、その並行区間から目尾駅跡までは現在でも一部を除き線路が残っている。それ以外の区間はほぼ完全に道路化されている。幸袋駅跡は飯塚市が使用する資材倉庫、新二瀬駅跡と二瀬駅跡はガソリンスタンドになっている。いずれも駅跡を示すようなものはないが、二瀬駅跡にはわずかながらホームが残っている。

### 現在の交通機関
2014年3月現在、西鉄バス筑豊が運行している路線バス（系統番号1）が小竹 - 幸袋間で線路跡の市道などを通っている。幸袋 - 二瀬間は、飯塚市コミュニティバス頴田・飯塚線が幸袋公民館、二瀬公民館の各バス停を経由し連絡している。